# Огорчење (филм)
Огорчење (енгл. Indignation) америчка је филмска драма из 2016. у режији Џејмса Шамуса. Сценарио је заснован на истоименом роману америчког књижевника Филипа Рота. Главни протагонист је Маркус, јеврејски младић из радничке класе, који 1951, у јеку Корејског рата, креће на конзервативни колеџ у Охају. Тамо се сукобљава са деканом по питању улоге религије у академском животу и сусреће се са лепом али психички нестабилном девојком Оливијом. Маркуса тумачи Логан Лерман, док су остале улоге додељене Сари Гадон, Трејсију Летсу, Лидни Емонд и другима. 
Шамусу је Огорчење редитељски деби и до овог филма је био познат пре свега као продуцент и сценариста независних филмова Анг Лија. Филм је наишао углавном на позитивне филмске критике. Посебно су похваљене филмска фотографија, глума главних протагониста и режија.

## Улоге
| Глумац       | Улога         |
| ------------ | ------------- |
| Логан Лерман | Маркус        |
| Сара Гадон   | Оливија Хатон |
| Трејси Летс  | Декан Кодвел  |
| Линда Емонд  | Естер Меснер  |